# Bakterie azotowe
Bakterie azotowe, bakterie diazotroficzne – bakterie (a także archeany obecnie niezaliczane do właściwych bakterii) zdolne do diazotrofii, czyli przyswajania — przy użyciu enzymu nitrogenazy — azotu cząsteczkowego (N2) występującego w atmosferze.
Bakterie azotowe mogą żyć wolno lub w symbiozie z roślinami i grzybami, która może przyjmować różne formy i stopień współzależności. Niektóre żyją w ryzosferze, na powierzchni korzeni, w przestworach międzykomórkowych. Jedne bezobjawowo kolonizują tkanki gospodarza, podczas gdy inne wywołują powstanie specjalnych narośli na korzeniach (bakterie brodawkowe). W zasadzie do bakterii azotowych należy zaliczać niektóre sinice, mimo że ze względu na to, że tradycyjnie były one w zakresie zainteresowania botaniki, a nie bakteriologii, czasem są ujmowane jako grupa odrębna. Diazotrofię stwierdzono u następujących sinic: Anabaena, Anabaenopsis, Chloroglea, Calothrix, Cylindrospermum, Gloeocapsa, Mastigocladus laminosus, Tolypothrix, Trichodesmium, Westiellopsis. Niewykluczone jest też, że zdolne do niej są niektórzy przedstawiciele Oscillatoriales. Część diazotroficznych sinic współtworzy porosty.
Ponieważ wiele odmian nitrogenazy jest unieczynniane przez tlen, często są anaerobami obligatoryjnymi (Clostridium) lub fakultatywnymi (pałeczka zapalenia płuc). Niektóre są zdolne do wiązania azotu tylko przy niskim stężeniu tlenu (Azospirillum). W przypadku kolonijnych sinic, np. anabeny, niektóre komórki mogą się specjalizować w fotosyntetyzowaniu (z wytwarzaniem dużej ilości tlenu), podczas gdy inne (heterocysty) tworzą nieprzepuszczalne dla tlenu otoczki, zachowując beztlenowe warunki dogodne dla nitrogenazy. Również inne aerobiczne bakterie, np. Azotobacter wytwarzają mechanizmy chroniące nitrogenazę przed ekspozycją na tlen. Oprócz różnic w wykorzystywaniu tlenu i zdolności do fotosyntezy, mikroorganizmy diazotroficzne mogą przyjmować także różne inne strategie metaboliczne. Przykładowo, bakterie z rodzaju Azospirillum mogą wykorzystywać azotany nie tylko jako źródło azotu do biosyntezy (oprócz azotu atmosferycznego), ale też jako utleniacza w oddychaniu beztlenowym, są więc jednocześnie bakteriami denitryfikacyjnymi. Te strategie metaboliczne są od siebie niezależne i nie występują u wszystkich gatunków.
Wiązanie azotu przez bakterie odgrywa rolę w biogeochemicznym cyklu azotu. Szacuje się, że bakterie brodawkowe z rodzajów Rhizobium i Bradyrhizobium wiążą 200-500 kg N/ha rocznie, a wolno żyjące bakterie glebowe, np. Arthrobacter, Azotobacter, Azospirillum, Beijerinckia i Pseudomonas — 5-50 kg. Azot ten w postaci przyswajalnej przez inne organizmy (związki amonowe, białka) może dalej krążyć w biosferze. Pierwszymi beneficjentami działalności bakterii diazotroficznych są organizmy, z którymi one współżyją symbiotycznie. Rhizobium współżyje z roślinami z rodziny motylkowych, inne bakterie brodawkowe z rodzaju Frankia — z licznymi rodzajami i gatunkami roślin (m.in. olsza, kazuaryna, woskownica europejska, dębik). Niebrodawkowe bakterie z klasy sinic (trzęsidło, anabena) współżyją z niektórymi sagowcami i paprociami z rodzaju Azolla. Organizmy współżyjące z bakteriami azotowymi mogą występować w miejscach ubogich w przyswajalny biologicznie azot, a nawet bywać organizmami pionierskimi. W miejscach bez niedoboru azotu też mogą odnosić przewagę konkurencyjną, a ich szczątki są stosowane jako zielony nawóz. W ekosystemach lądowych większość azotu jest przyswajana przez bakterie symbiotyczne, w wodach przez symbiotyczne i wolno żyjące sinice (zwłaszcza Trichodesmium).